# Aimée Navarra
Aimée Navarra (état-civil inconnu) est une actrice, réalisatrice et scénariste française.

## Biographie
Vendeuse dans un grand magasin de soieries de Lyon, Aimée Navarra est remarquée par le metteur en scène André Antoine, dans un concours de comédiens amateurs organisé par la Fédération des sociétés théâtrales d'amateurs qui se déroule à Douai en juin 1911. Il l'engage presque aussitôt dans la troupe du Théâtre National de l’Odéon qu'il dirige depuis 1906.
Aimée Navarra devient la première femme réalisatrice de cinéma en Belgique.
Elle a créé un cours de cinéma avec Jules Raucourt. Ses étudiants ont participé à Cœurs belges.
En 1923, Aimée Navarra réalise Cœurs belges (Belgische harten), mélodrame patriotique, dont elle est la scénariste avec l'abbé De Moor, interprété par : Corona, l'abbé De Moor, Viviane Dhollain, M. Faucon, Marcelle Navarra, Raymonde Navarra, Jean Saint-Marc, Géo Schally, Manette Simonet. Le magazine Ciné Revue l'annonçait ainsi : « Mme Aimée Navarra dans les vastes studios des Cigognes à Paris tourne les intérieurs de son film Janick ».
Au cours des années 1920, il semble qu'elle ait également tourné de nombreux documentaires en Belgique, en Allemagne, en Afrique et en Amérique, sur lesquels on ne sait pratiquement rien,.
De retour d'Amérique, elle crée en février 1932 une école de cinéma à Alger, où elle va passer désormais une grande partie de l'année. De mars 1933 à février 1934, elle va sillonner l'Algérie pour y représenter avec sa troupe Les Surprises du divorce, un vaudeville d'Alexandre Bisson et Antony Mars datant de 1888.  
Cinq ans plus tard, elle commence la réalisation de Frères d'Afrique, film situé en Afrique du Nord en 1938, avec le concours de la Légion étrangère et des dialogues de Pierre Mac Orlan, et qui est resté inachevé. Le slogan du film, était : « Deux races, deux religions, une seule patrie ». Il devait être interprété par Pierre Brasseur, Lisette Lanvin, Aimos, Aimé Clariond, Constant Rémy, Claude May, Camille Bert, Jean Fay, Mahieddine, Léon Bélières, Paul Azais, Nine Lion et Georges Lyon.
On perd définitivement sa trace en mai 1940, quelques semaines seulement avant l'Armistice signé le 22 juin suivant et qui semble avoir mis fin à ses activités cinématographiques. Née vraisemblablement vers 1890, elle devait donc avoir environ cinquante ans à l'époque.

## Théâtre
- 1911 : Les Romanesques, comédie en 3 actes d'Edmond Rostand, au théâtre des Célestins de Lyon (31 août)[27]
- 1911 : Le Flibustier, comédie en 3 actes de Jean Richepin, au théâtre des Célestins de Lyon (31 août) : Janick[28]
- 1911 : David Copperfield, pièce en 5 actes de Max Maurey d'après Charles Dickens, au théâtre de l'Odéon (8 novembre) : Clara
- 1912 : La Puissance des ténèbres, drame en 5 actes et 6 tableaux de Léon Tolstoï, au théâtre de l'Odéon (20 janvier) : Marina
- 1912 : L'Honneur japonais, drame en 5 actes et 6 tableaux de Paul Anthelme, au théâtre de l'Odéon (12 avril)
- 1912 : Cendrette, conte en un acte d'Emmanuel Dénarié, au théâtre des Célestins de Lyon (juillet)
- 1914 : Les Conférenciers, comédie de Th Moyel, au Théâtre du Carillon de Lyon (mars)
- 1922 : Les Petits, pièce en 1 acte, au théâtre de l'Odéon (29 septembre)
- 1923 : Attendez-moi sous l'orme, comédie en 1 acte de Jean-François Regnard, au théâtre de l'Odéon (8 janvier)
- 1923 : Adieu, Manette, pièce en 1 acte en vers de Léon Davido, au théâtre du Gymnase (2 mars)
- 1923 : Le Souffle du désordre, comédie en 3 actes de Philippe Fauré-Frémiet, au Théâtre Albertin de Bruxelles (23 novembre-6 décembre)[29]
- 1924 : Les Précieuses ridicules, comédie en 1 acte de Molière, au théâtre de l'Odéon (23 octobre) : Madelon
- 1932 : Le Gendre de Monsieur Poirier, comédie en 4 actes de Jules Sandeau et Émile Augier, à l'Eldorado Cinéma de Maison-Carrée (30 décembre)[30]
- 1933 : Les Surprises du divorce, vaudeville en 3 actes d'Alexandre Bisson et Antony Mars, au théâtre de Cherchell (1er mars), à la salle de la Lyre de Guyotville (29 avril), à la Salle des fêtes Roblès de Douéra (30 avril), à la salle des Fêtes d'Affreville (8 novembre), au Casino Botella de Relizane (10 novembre) et au théâtre Municipal de Mostaganem (18 novembre) : Mme Bonivard, la belle-mère[31]
- 1934 : Les Surprises du divorce, vaudeville en 3 actes d'Alexandre Bisson et Antony Mars, à la salle des Fêtes de Marengo (2 février), à la salle des Fêtes de Bordj Bou Arreridj (15 février), à la salle des Fêtes de Ménerville (17 février), à la salle municipale des Fêtes de Coléa (22 février), et au théâtre Municipal d'Alger (24 février) : Mme Bonivard, la belle-mère[32]

## Filmographie
En dehors de nombreux documentaires non répertoriés et non identifiés, on ne connait d'Aimée Navarra que deux films de fiction :
- 1923 : Cœurs belges / Belgische Harten, scénario d'Aimée Navarra avec l'abbé De Moor.
- 1939 : Frères d'Afrique, conseiller technique André Zwobada, scénario et dialogues de Pierre Mac Orlan[33] (film inachevé)[34].